# Srbalich
Srbalich är en sjö i Armenien.   Den ligger i provinsen Vajots Dzor, i den sydöstra delen av landet, 110 kilometer sydost om huvudstaden Jerevan. Srbalich ligger 1 858 meter över havet.
Trakten runt Srbalich består i huvudsak av gräsmarker. Runt Srbalich är det ganska glesbefolkat, med 28 invånare per kvadratkilometer.